# Dibbuk
Als Dibbuk (auch Dybuk oder Dybbuk geschrieben, Plural Dibbukim; hebräisch דיבוק = „Anhaftung“; vgl. auch Dibbuk Chawerim ‚Bund der Freunde‘) wird im jüdischen Volksglauben ein oft böser Totengeist bezeichnet, der in den Körper eines Lebenden eintritt und bei diesem irrationales Verhalten bewirkt.

## Volksfrömmigkeit

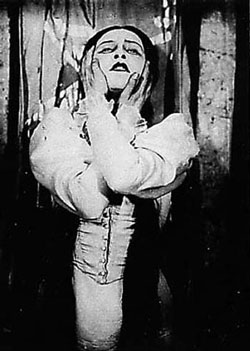
Hanna Rovina als „besessene“ Lea in einer Dibbuk-Aufführung in Moskau um 1920

Die Seele des Toten konnte sich aufgrund ihrer Verfehlungen nicht von der irdischen Existenz trennen und sucht nach einem lebenden Körper, um diesen zu besetzen. Die Auswirkungen des Dibbuk entsprechen demnach der Besessenheit, was sich auch in seinem Namen widerspiegelt, der „Umklammerung“ oder „Anhaftung“ bedeutet. Die Bezeichnung leitet sich ab von dibbuk me-ru’ach ra’a „Umklammerung durch einen bösen Geist“ oder dibbuk min ha-hizonim „Dibbuk von Außen“.
Der Dibbuk hat nach dem Volksglauben keine metaphorische, sondern eine konkrete Bedeutung. Der böse Geist, der in einen lebenden Menschen fährt, klammert sich an seine Seele, ruft Geisteskrankheit hervor, spricht durch seinen Mund und stellt eine von ihm getrennte und fremde Person dar. Er ähnelt den Dämonen und Geistern, die in der katholischen Kirche beim Exorzismus auszutreiben sind. Es wird angenommen, dass eine Seele, die zu Lebzeiten ihre Funktion nicht erfüllen konnte, eine weitere Möglichkeit dazu in Form eines Dibbuk erhält. Diese Vorstellung verschmolz im 16. Jahrhundert mit der Lehre des Gilgul und Ibbur („Seelenwanderung“ und „Reinkarnation“) aus der lurianischen Kabbala und fand große Verbreitung vor allem im ostjüdischen Raum.
Der Dibbuk wird in der Regel durch einen chassidischen Mystiker sowie zehn weitere Mitglieder der Gemeinschaft (Minjan), die in ein Totenhemd gekleidet sind, ausgetrieben. Dabei werden Gebete gesungen, wird Räucherwerk verbrannt und auf dem Schofar geblasen.

## Andere Forschungszugänge
Das Dibbuk-Phänomen wurde in neuerer Zeit auch von der Genderforschung aufgenommen. Der Dibbukglauben scheint in Verbindung mit weiblicher Religiosität zu stehen. Laut den Erzählungen war die Mehrzahl der von einem Dibbuk besessenen Personen Frauen, die Dibbukim selbst waren jedoch zu 95 Prozent Männer. Nur ein kleiner Teil der männlichen Dibbukim wählte gleichgeschlechtliche Opfer aus.

## Künstlerische Bearbeitungen
Das Dibbuk-Thema taucht nach 1560 oft in der Literatur auf. Im frühen 20. Jahrhundert feierte das Drama Der Dibbuk von Salomon An-ski großen Erfolg. Dieses Drama gilt als Klassiker der Dibbukdarstellung und als Grundlage für weitere künstlerische Bearbeitungen. Es wurde 1937 in Polen auf Jiddisch und 1968 und 1998 in Israel verfilmt.
Der Literaturnobelpreisträger Isaac B. Singer hat verschiedentlich Dibbukmotive in seine Erzählungen eingeflochten. Seinem ersten noch in Polen veröffentlichten Roman liegt eine Dibbuk-Erzählung zugrunde. Die Geschichte vom Dibbuk von Goraj (Satan in Goraj) spielt im Polen des 17. Jahrhunderts.
Eine neuere Dibbuk-Interpretation stammt von Romain Gary. Sein komischer Roman Der Tanz des Dschingis Cohn beruht als Ganzes auf dem Dibbuk-Motiv, in der Figur eines ermordeten Juden, der in der Nachkriegszeit seinen deutschen SS-Mörder bewohnt und letztlich beherrscht.
Auch Michael Wex hat, ähnlich wie Gary, 2010 in seinem Roman The Frumkiss family business den Dibbuk, hier als ausgestorbener Vogel Dodo dargestellt, als einen Repräsentanten des vernichteten jiddischen Judentums mit schwarzem Humor gestaltet. Im Ton weniger anklägerisch als Gary, der die deutschen Verhältnisse der 60er Jahre, die vieltausendfache straflose Re-Integration der Nazimörder, aufs Korn nimmt, ist für Wex das Fernsehen der einzige Ort, wo der Untote sich äußern darf. Die jüdischstämmigen Zuschauer fühlen sich damit in ihrer Andersartigkeit anerkannt. Für Caspar Battegay macht sich in dieser Dibbuk-Gestalt ein Jude über sich selbst lustig, reflektiert spielerisch seine Identität.
Auffällig ist, wie oft der Dibbuk zur musikalischen Bearbeitung inspirierte. Im 20. Jahrhundert erschienen mehrere Opern mit dem Dibbukthema. Von Leonard Bernstein wurde 1974 in New York ein Ballettstück unter demselben Namen aufgeführt. 
Auch der Film bedient sich gelegentlich der Figur des Dibbuk. Die wohl erste filmische Umsetzung der Legende war der in Jiddisch gedrehte Der Dybbuk von 1937. In neuerer Zeit wurde der Dibbuk öfter als Antagonist in Horrorfilmen eingesetzt, etwa in den Filmen The Unborn (2009), The Possession (2012) oder Attachment (2022) (siehe auch Abschnitt Darstellungen, Film).
Der polnische Regisseur Marcin Wrona warf mit seinem Arthouse-Horrorfilm Dibbuk – Eine Hochzeit in Polen aus dem Jahr 2015 einen Blick auf die Verdrängung des Holocaust in Polen.

## Darstellungen
Literatur
- Salomon Anski: Der Dibbuk. (1916) Dramatische Legende in vier Akten; mit Materialien zur Aufführungsgeschichte und zum Exorzismus-Thema. Frankfurt a. M. 1989, ISBN 3-458-32901-3.
- Isaac Bashevis Singer: Der sotn in Goraj. Deutsch: Der Satan in Goraj. Reinbek bei Hamburg 1969, ISBN 3-499-15183-9.
- derselbe: Eine Nacht in Brasilien. Deutsch in: Old Love. Geschichten von der Liebe. München 1985, ISBN 978-3-446-14313-5.
- Romain Gary: La danse de Gengis Cohn. Paris 1967. Deutsch: Der Tanz des Dschingis Cohn. München 1969.
- Hanna Krall: Der Dibbuk In: Existenzbeweise. Frankfurt a. M. 1996, ISBN 3-8015-0288-0.

Film
- Der Dibuk (Jiddisch: דער דיבוק), Film von Michał Waszyński nach dem Drama von Anski, Polen 1937.
- The Dybbuk, TV-Film von Sidney Lumet nach dem Drama von Anski, USA 1960
- Ha-Dybbuk, Hebräisch, Film von Ilan Eldad, Israel 1968.
- Der Tanz des Dschingis Cohn, Regie: Elijah Moschinsky, nach dem Roman von Romain Gary, GB 1993
- PSI Factor – Es geschieht jeden Tag (Staffel 1, Folge 8 "Der Flüchtige"), kanadische Mystery-Fernsehserie, 1996, Regie: Giles Walker
- The Dybbuk of the Holy Apple Field (Hebräisch: Ha-Dybbuk B’sde Hatapuchim Hakdoshim), Film von Yossi Somer nach dem Drama von Anski, Israel 1998.
- The Unborn, Horrorfilm mit Dibbuk-Motiv, USA 2009, Regie: David S. Goyer
- A Serious Man (2009), die Coen-Brüder beginnen mit einer allegorischen Szene, die Rolle wird im Abspann mit „Dibbuk?“ bezeichnet
- The Possession, 2012, Regie: Ole Bornedal
- Paranormal Witness (Staffel 2, Folge 4), amerikanische TV-Serie, 2011, Regie: Gillian Pachter
- Dibbuk – Eine Hochzeit in Polen (2015), Regie: Marcin Wrona
- The Vigil – Die Totenwache (2019), Regie: Keith Thomas
- Killer Sofa – Nimm gerne Platz (2019), Regie: Bernie Rao, High Octane Pictures, USA
- Attachment (2022), Regie: Gabriel Bier Gislason

Musik
- Lodivico Rocca: Il Dibuk, Oper, Erstaufführung in der Scala Mailand 1934.
- David Tamkin: The Dybbuk, Oper, 1933, Erstaufführung in der New York City Opera 1951.
- Max Ettinger: Der Dybuk, Ballettmusik, 1947, bis 2017 keine Aufführung.
- Karl Heinz Füssl: Dybuk, Oper, 1970, Premiere am Badischen Staatstheater Karlsruhe.
- Leonard Bernstein: Dybbuk, Ballett, Premiere am New York State Theater 1974.